# Сецубун
Сецубун је дан почетка пролећа у Јапану. име дословно значи „сезонска подела", али обично се термин односи на пролећни Сецубун, звани Ришун, који се слави сваке године 3. фебруара у оквиру Пролећног фестивала („хару мацури"). Сецубун се сматрао и ранијим дочеком Лунарне Нове године, па је био праћен посебним ритуалом прочишћења, како би се отерало сво зло из претходне године и одагнали зли духови који са собом доносе болест у припреми за годину која следи. Овај посебан ритуал назива се мамемаки („расипаље пасуља"). Сецубун води порекло од кинеског обичаја који је уведен у Јапан у 8. веку.

## Мамемаки
Обичај мамемаки-ја појавио се први пут у периоду Муромаћи.  Обично га изводи тошиотоко домаћинства (мушкарац који је рођен у години одговарајуће животиње по кинеском зодијаку), или мушка глава домаћинства. Печена соја (која се назива пасуљ среће) баца се или кроз врата или на члана породице који носи Они (демонску) маску.  То је још увек уобичајена пракса у домаћинствима али многи присуствују и пролећном фестивалу светилишта или храма где се то исто ради.  ‍:120 Сматра се да зрно пасуља симболично прочишћава дом тако што тера зле духове који са собом доносе несрећу и лоше здравље. Тада се, као део призивања среће, уобичајено једе пржена соја, по једно зрно за сваку годину живота, а у неким подручјима и по још једно за срећу у наредној години. 
Обичаји мамемаки-ја су донекле попут западњачког обичаја бацања пиринча на тек венчане парове. 

## Друге праксе
У будистичким храмовима и шинто светилиштима широм земље одржавају се прославе Сецубун-а. Свештеници и позвани гости бацају зрна печене соје (неке умотане у златну или сребрну фолију), мале коверте с новцем, слаткише, бомбоне и друге награде. У неким већим светилиштима позивају се чак и познате личности и сумо рвачи; ови догађаји се емитују на националној разини.  У Сенсо-ђи-у у токијском кварту Асакуса скоро 100.000 људи присуствује годишњим свечаностима. 
Уобичајено је да се у области Кансаи једе макизуши звани ехо-маки, врста футомакија („велика или дебела пецива“), у тишини на Сецубун окренути срећној страни света, одређеној знаком зодијака те године.  Овај обичај започео је у Осаки, али последњих година ехо-маки се може купити у продавницама на подручју Канто-а и постаје све више препознат као део традиције Сецубуна. Ђумбиров саке обично се пије на дан Сецубуна.  ‍:120

## Историјске праксе
Нова година се сматрала временом када се свет духова приближава физичком свету, тако да је потребно извршити мамемаки да отера све лутајуће духове који би се могли наћи преблизу нечијег дома. Остали обичаји у то време укључивали су религиозни плес, фестивале и уношење алата у кућу, који иначе бива остављен напољу, како би се спречило да му духови нанесу штету.  ‍:120
Пошто се сматрало да је Сецубун одвојен од уобичајеног времена, људи би практиковали мењање улога. Овакви обичаји су укључивали да девојке праве фризуре у стиловима старијих жена и обрнуто, носе маске и костиме. Овај обичај се још увек практикује код гејши и њихових клијената током забава на овај дан.  ‍:120–121
Путујући забављачи (таби геинин) који су обично избегавани током године, јер су сматрани за скитнице, били су добродошли на Сецубун како би изводили представе. Њихова животна ситуација деловала је у њихову корист јер су могли да понесу зле духове са собом.  ‍:121

## Регионалне варијације
Иако је пракса јела макизуши-ја на Сецубун историјски повезана само са јапанском области Кансај, ова пракса је постала популарна у целој земљи захваљујући великим маркетиншким напорима од стране трговина прехрамбених производа. 
У Јапанском пределу Тохоку, глава домаћинства (традиционално отац) узео би печени пасуљ у руке, молио се пред кућним олтаром, а потом бацао просвећени пасуљ кроз врата. 
Уместо соје понекад се користи кикирики (било сирови или премазани слатким, хрскавим тестом). 
Постоји много варијација скандирања познатог израза Они ва сото, фуку ва ући („Демони напоље, срећа унутра"). На пример, у граду Аизу-вакамацу, људи скандирају „鬼の目玉ぶっつぶせ !“ (Они но медама буттсубусе!), тј. „Ослепи очи демона!“. 